# 오구리촌 (나가사키현)
오구리촌(小栗村)은 나가사키현 기타타카키군에 있던 촌이다. 

## 역사
- 1889년 4월 1일 - 정촌제 시행에 의해 기타타카키군 오구리촌이 성립하였다.
- 1940년 9월 1일 - 이시하야정, 오노촌, 우키촌, 마쓰야마촌, 모토노촌, 나가타촌과 합병, 시로 승격해 이시하야시가 성립하여, 오구리촌은 소멸하였다.

## 학교
- 小栗尋常高等小学校
- 土師野尾尋常小学校

## 참고문헌
- 角川日本地名大辞典 42 長崎県